# Cmentarz ewangelicki w Stadłach
Cmentarz ewangelicki – cmentarz wyznaniowy, z 1873 roku, znajdujący się w Stadłach. Pochowano na nim kolonistów niemieckich, zamieszkujących Sądecczyznę w latach 1783–1945.
Historia niemieckiego cmentarza sięga roku 1783. Wtedy na Sądecczyznę zaczęli napływać osadnicy z terenów dzisiejszych Niemiec, sprowadzani tu przez cesarza Józefa II. Informacja o tym, że założona w Stadłach osada niemiecka przejęła kaplicę należącą do Zakonu Sióstr Klarysek w Starym Sączu i zaadaptowała ją na potrzeby zboru ewangelickiego, nie znajduje potwierdzenia wśród historyków. Na podstawie danych pozyskanych z materiałów źródłowych wynika, iż budynek wybudowany został w Stadłach od podstaw około roku 1786. Stadła stały się siedzibą parafii dla kolonistów zamieszkujących okoliczne wioski.
Pierwszy cmentarz ewangelicki powstał nad Dunajcem ok. 600 m od zabudowy wsi. Jak się potem okazało, był to chybiony pomysł, ponieważ rzeka ta wielokrotnie zagrażała cmentarzowi. Na przełomie wieku XIX i XX podczas powodzi Dunajec wypłukał trumny ze zwłokami, które zaczęto potem zbierać i przenosić na drugą stronę wioski, gdzie utworzono nowy, zachowany do dziś cmentarz.
W okresie osadnictwa niemieckiego, czyli od roku 1783 do końca II wojny światowej na obu cmentarzach spoczęło ponad tysiąc osób. Nowy cmentarz miał powierzchnię 0,5 ha i był otoczony żywopłotem. Niektóre nagrobki miały bardzo ciekawą formę. Po wojnie cmentarz zaczął powoli niszczeć, wiele nagrobków rozkradziono, a te wykonane z piaskowca zaczęły ulegać zębowi czasu.
We wrześniu 2004 roku cmentarz odwiedzili potomkowie tych, którzy na zawsze na nim spoczęli. Trudno było wtedy odnaleźć jakikolwiek pomnik. Po wyjeździe niemieckich gości, zrodziła się inicjatywa powołania społecznego komitetu opieki nad cmentarzem. Przy ogromnym, bezinteresownym zaangażowaniu mieszkańców Stadeł i finansowym wsparciu ze strony władz powiatu i gminy oraz lokalnych przedsiębiorców udało się przywrócić pierwotny wygląd cmentarza i doprowadzić do jego ponownego poświęcenia.
Uroczystościom, które odbyły się 18 września 2005 roku, przewodniczył ksiądz proboszcz Parafii Ewangelicko-Augsburskiej w Nowym Sączu – Paweł Badura oraz ksiądz proboszcz parafii rzymskokatolickiej w Podegrodziu – Józef Wałaszek. W uroczystościach uczestniczyli także przybyli z Niemiec potomkowie kolonistów z oraz potomkowie mieszkający w Polsce.

## Galeria

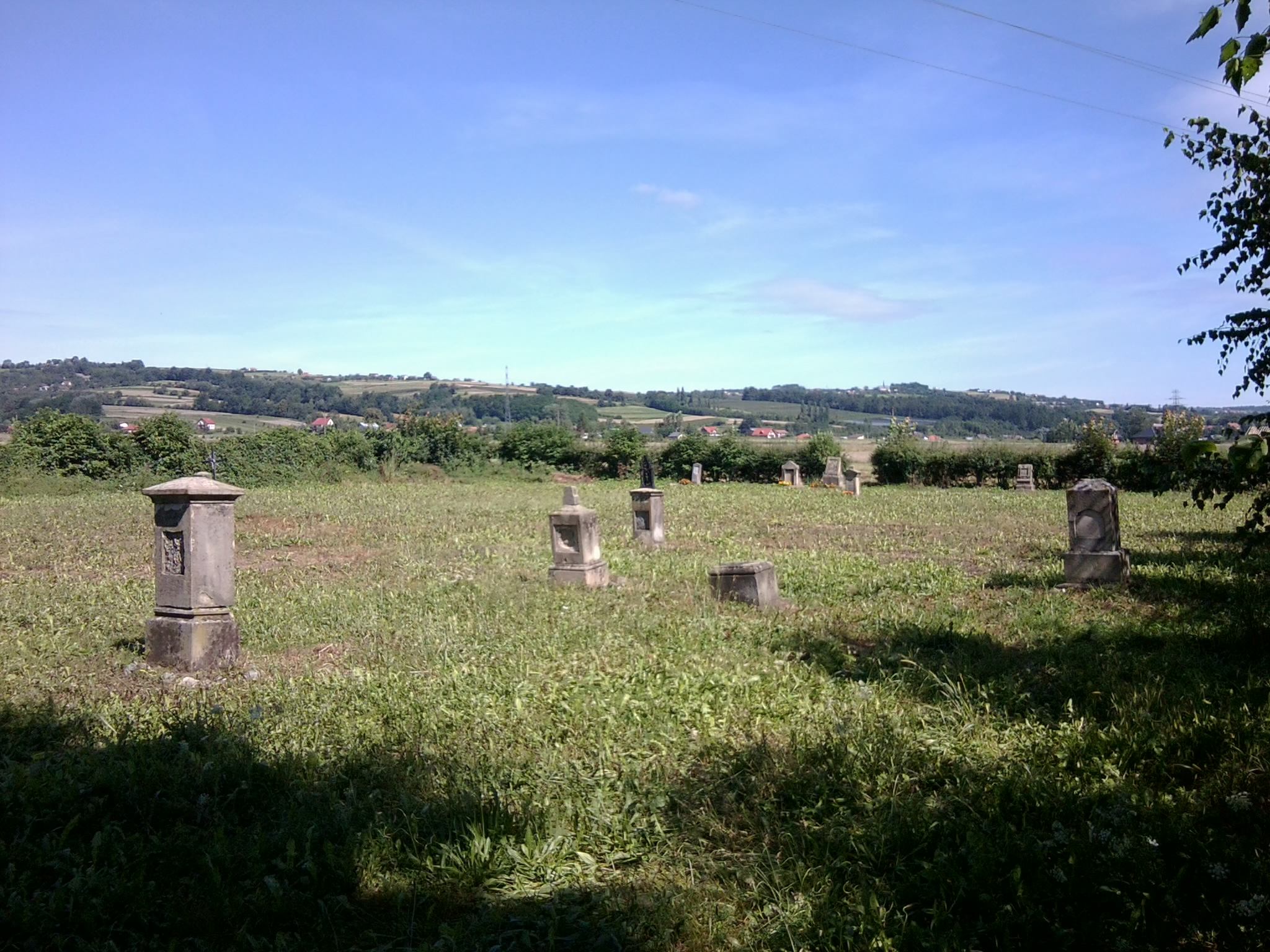
Lewa strona cmentarza
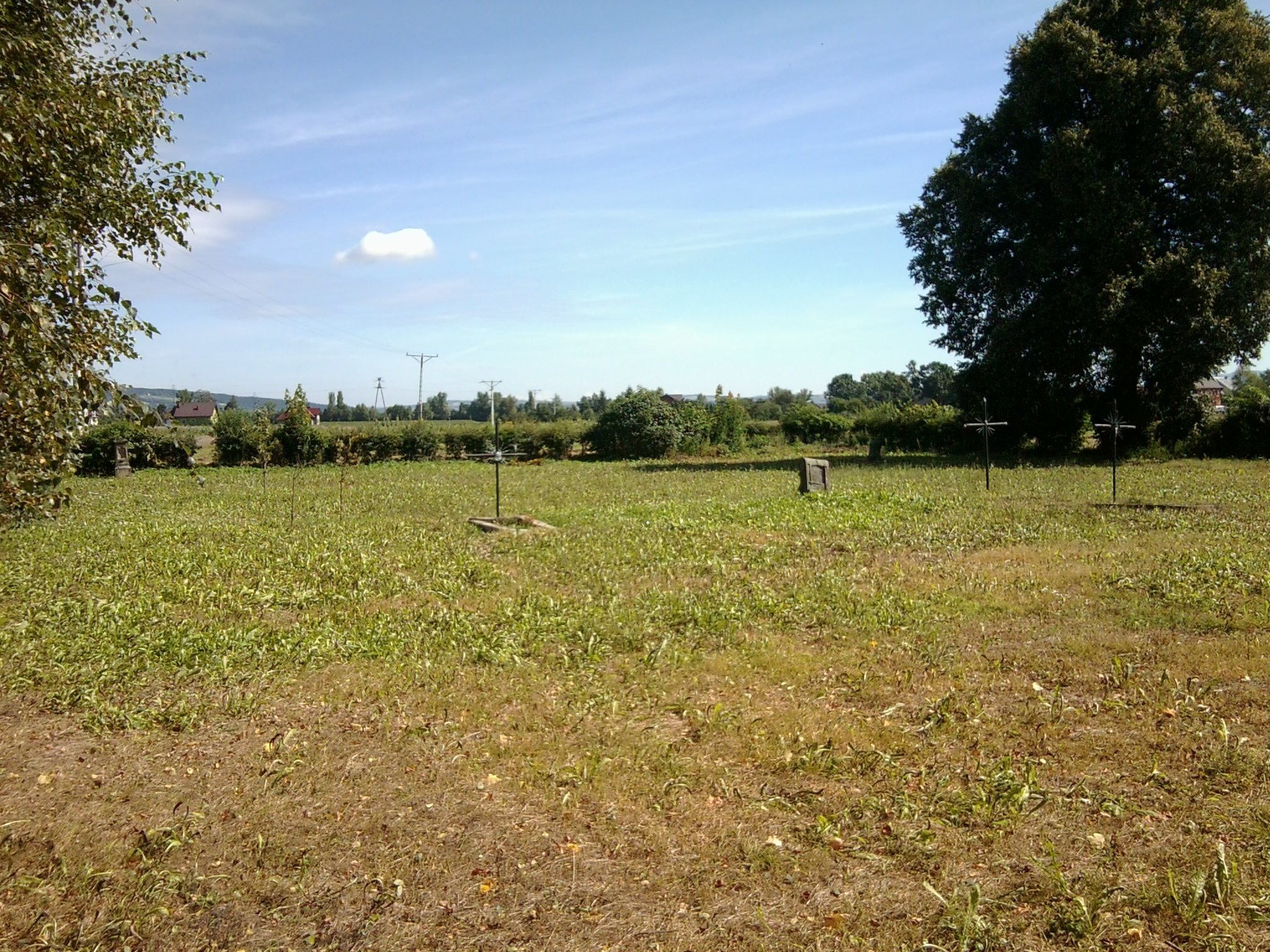
Prawa strona cmentarza